# Bassa de la Mota de l'Om
La bassa de la mota de l'Om és un antic braç del riu Daró que ocupa 1,1 hectàrees de superfície. Es troba adjacent a la zona humida de la bassa de l'Anser i en comparteix la majoria de característiques ecològiques. La vegetació d'aquest espai està constituïda bàsica ment per canyissar, bogar i alguns retalls d'albereda i de tamarigar. L'espai destaca, juntament amb la bassa de l'Anser, per ésser un dels pocs indrets del Baix Empordà amb presència de nimfea blanca (Nymphaea alba). Pel que fa a la fauna, destaca la presència d'una de les darreres poblacions de la tortuga d'estany (Emys orbicularis), així com de turó (Mustela putorius) i d'altres espècies força rares a Catalunya. Aquest espai forma part de l'espai del PEIN Aiguamolls del Baix Empordà i de l'espai de la Xarxa Natura 2000 ES5120016 El Montgrí - Les Medes - El Baix Ter.